# 瑞典美洲殖民地
瑞典人在17世纪开始设立贸易公司，寻求在美洲建立殖民地。在荷兰人彼得·米努伊特（Peter Minuit）、瑞典政治家埃克塞尔·乌克森谢纳和海军舰队司令克拉斯·弗莱明（Klas Fleming，芬兰人）的支持下，以从事美洲殖民活动和贸易为主的新瑞典公司于1633年成立。1786年，瑞典西印度公司成立。17至18世纪，瑞典在北美大陆东岸和加勒比海建立了小块的殖民地。但由于竞争激烈，这些殖民活动不久即以失败告终。

## 新瑞典

新尼德兰（紫色）与新瑞典（蓝灰色）位置示意图

1637年，由新瑞典公司组织的第一批瑞典远征队在荷兰人彼得·米努伊特的指挥下，从瑞典哥德堡港出发，驶往北美洲。1638年3月29日，新瑞典公司在北美大陆特拉华河沿岸，从当地印第安人手中购买了一块土地，在此建立了克里斯蒂娜要塞，即今特拉华州的威明顿。这就是瑞典的第一个海外殖民地新瑞典，包括现在美国的宾夕法尼亚州、新泽西州及特拉华州的一部分地区，彼得·米努伊特任总督。拓殖该地区的殖民者中有一半是芬兰人和荷兰人。但在此之前，荷兰已宣称这一地区为荷兰属地（属新尼德兰）。在一系列小规模的军事冲突之后，新瑞典于1655年9月15日被并入荷属新尼德兰。

### 新瑞典的历任总督
- Peter Minuit, Director (1638年3月29日-6月15日)
- Måns Nilsson Kling, Commander (1638年6月15日-1640年4月)
- Peter Hollander Ridder, Commander (1640年4月-1643年2月)
- Johan Björnsson Printz (1643年2月-1653年10月)
- Johan Papegoya (1653年10月-1654年5月)
- Johan Classon Rising (1654年5月-1655年9月15日)

此外，在1870年，定居美国缅因州北部的瑞典移民后裔成立了一个叫缅因瑞典殖民地的组织。但它并不是真正的瑞典殖民地，只是缅因州的一项移民社区活动而已。

## 瑞典属西印度领地
1785年，瑞典从法国手中取得法属西印度群岛中瓜德罗普岛的附属岛屿圣巴泰勒米岛。作为交换，法国商船获得了在瑞典哥德堡港的免税权。瑞典西印度公司于第二年秋成立。瑞典在这个小岛上建立了古斯塔维亚港。在瑞典统治时期，此岛主要作为瑞典船队从非洲贩运奴隶的中转站。19世纪中期，瑞典废止残忍的奴隶贸易，圣巴泰勒米岛随之失去了经济价值，于1878年被归还法国。
由于瑞典在拿破仑战争中参加了反法同盟，作为回报，1813年瑞典从英国占领军手中接管了法属西印度的瓜德罗普岛。1814年，根据巴黎条约，瑞典将此岛归还法国。